# آسیندا هایتس (کالیفرنیا)
آسیندا هایتس، کالیفرنیا (به انگلیسی: Hacienda Heights, California) یک شهر و منطقه سرشماری‌شده در ایالات متحده آمریکا است که در شهرستان لس‌آنجلس، کالیفرنیا واقع شده‌است.

## خصوصیات
آسیندا هایتس ۲۸٫۹۶۲ کیلومترمربع مساحت و ۵۴٬۰۳۸ نفر جمعیت دارد و ۱۳۸ متر بالاتر از سطح دریا واقع شده‌است.